# Молекулярная формула
Молекулярная формула (также называемая брутто-формулой) используется в химии для обозначения типа и количества атомов в химическом соединении. Если соединение состоит из дискретных молекул, молекулярная формула указывает их состав. Однако для таких соединений, как соли, молекулярная формула соответствует формульной единице, указывающей стехиометрический состав. Молекулярная формула часто не то же самое, что простейшая формула, которая определяет наименьшее возможное соотношение чисел атомов химических элементов, входящих в химическое соединение.
| Вещество         | Структурные формулы | Структурные формулы | Структурные формулы | Структурные формулы | Другие способы представления | Другие способы представления | Другие способы представления |
| Вещество         | Диаграмма Льюиса    | Валентная форма     | Проекция Натта      | Скелетная формула   | Рациональная формула         | Брутто-формула               | Простейшая формула           |
| ---------------- | ------------------- | ------------------- | ------------------- | ------------------- | ---------------------------- | ---------------------------- | ---------------------------- |
| вода             |                     |                     |                     | не существует       | не существует                | H2O                          | H2O                          |
| метан            |                     |                     |                     | не существует       | CH4                          | CH4                          | CH4                          |
| пропан           |                     |                     |                     |                     | CH3-CH2-CH3                  | С3Н8                         | С3Н8                         |
| уксусная кислота |                     |                     |                     |                     | CH3-COOH                     | С2Н4О2                       | CH2O                         |

## Структура формулы
Молекулярная формула химического соединения состоит из символов химических элементов, а также подстрочных арабских цифр для указания их количества в этом соединении. Количество атомов всегда помещается в виде индекса справа от символа элемента, при этом число «1» не пишется. Т.о, для воды вместо «H2O1» указывается «H2O».
Если соединение состоит из дискретных молекул, молекулярная формула указывает состав молекулы. Молекулярная формула дитиодихлорида — S2Cl2, а этана C2H6. Простейшие формулы для этих веществ SCl и СН3 соответственно.
Существуют разные способы упорядочивания элементов в молекулярных формулах. В таблицах и базах данных — особенно для органических соединений — обычно предпочтительнее использовать систему Хилла, согласно которой сначала указываются атомы углерода, затем атомы водорода, а затем все остальные атомы, отсортированные по алфавиту. Эта система упрощает поиск соединений, если вы не знаете их название.
Для неорганических соединений часто выбирают другой путь, который учитывает стехиометрический состав соединений: элемент с более высокой электроотрицательностью (обычно правее или выше в периодической таблице) находится справа от элемента с более низким значением электроотрицательности (как в молекулярной формуле, так и в названии вещества). Например, хлорид натрия обозначается как «NaCl», а не «ClNa». В случае комплексных солей сначала указывается катион с центральным атомом и его лигандами, а затем анион с центральным атомом и его лигандами; например, (NH4)2SO4 для сульфата аммония. Неорганические кислоты указываются аналогично родственным солям. Атомы водорода находятся впереди вместо катионов, как в случае H3PO4, молекулярной формулы ортофосфорной кислоты. Эти формулы представляют собой формульные единицы для стехиометрических расчетов, но не отображают структуру соединений.

## Примеры и особенности

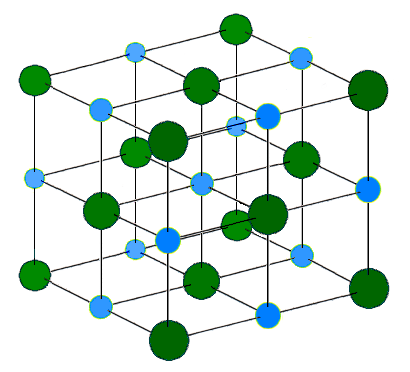
Модель кристалла соли

- В хлориде натрия NaCl мольное соотношение[нем.] натрия к хлору равно n(Na) : n(Cl) = 1 : 1. Молекулярная формула хлорида натрия ничего не говорит о структуре соединения (см. иллюстрация).
- В оксиде алюминия Al2O3 мольное соотношение n(Al) : n(O) = 2 : 3.
- H2O, молекула воды, состоит из двух атомов водорода (H) и атома кислорода (O) (соотношение 2 : 1);
- H2SO4, молекула серной кислоты, состоит из двух атомов водорода, одного атома серы (S) и 4 атомов кислорода (соотношение 2 : 1 : 4).
- В гексане C6H14 мольное соотношение n(C) : n(H) = 6 : 14 = 3 : 7. Следовательно, простейшая формула молекулы гексана будет C3H7. Однако такие формулы не указывают реальное количество атомов в молекуле и поэтому зачастую неоднозначны.

В случае простых соединений молекулярная формула часто совпадает с простейшей, которая использует наименьшие возможные целые числа.

## Использование молекулярных формул
Молекулярные формулы также используются при формулировании уравнений химических реакций. Исходные и конечные продукты реакции (реагенты и продукты) в реакционной схеме в неорганической химии обычно указываются в виде молекулярных формул. Они составляют основу стехиометрических расчетов. Молекулярные формулы редко используются в органической химии, так как они почти не содержат информации, важной для протекания реакций с участием органических соединений.